# Menhir von Trebra
Der Menhir von Trebra war ein vermutlich nach 1961 zerstörter Menhir bei Trebra im Kyffhäuserkreis in Thüringen.

## Lage
Der Stein befand sich etwa 1 km ostsüdöstlich von Trebra, direkt an der Straße nach Niederbösa zwischen den beiden Kurven. Etwa 3,5 km westlich des Standorts befindet sich der erhaltene Menhir von Feldengel.

## Forschungsgeschichte
Als Waldtraut Schrickel in den 1950er Jahren die Menhire Mitteldeutschlands aufnahm, wurden die Menhire von Trebra und Feldengel von ihr übersehen und erst 1961 von Heinz Köber beschrieben, der eigentlich die Steinkreuze Thüringens dokumentierte. In jüngeren Überblickswerken und Denkmalverzeichnissen ist der Menhir von Trebra nicht aufgeführt. Vermutlich wurde er irgendwann nach Köbers Aufnahme entfernt.

## Beschreibung
Der Menhir bestand aus Kalktuff, seine Oberfläche war stark verwittert. Köber fand um 1961 nur noch einen von Prellsteinen gestützten Stumpf mit einer Höhe von 0,8 m, einer Breite von 0,7 m und einer Dicke von 0,16 m vor. Nach Aussagen von Anwohnern war der Stein ursprünglich höher und erst in jüngerer Zeit abgebrochen. Der vollständige Stein soll dem benachbarten Menhir von Feldengel sehr ähnlich gewesen sein.

## Der Menhir in Sagen und Brauchtum
Eine Sage zum Menhir ist nicht bekannt. Spuren auf seiner Oberfläche deuten darauf hin, dass er als Nagelstein genutzt worden war.